# Địa cơ học
Địa cơ học hay gọi tắt là địa cơ là một mảng nghiên cứu về ứng xử của đất và đá. Hai nhánh nghiên cứu chính của địa cơ gồm cơ học đất và cơ học đá. Cơ học đất nghiên cứu về ứng xử của đất từ quy mô nhỏ đến lớn như trượt đất. Cơ học đá nghiên cứu về đặc điểm cũng như ứng xử của đá hoặc khối đá trong tự nhiên và được ứng dụng trong thiết kế đường hầm, phá hủy đá, và khoan vào đá. Một số hướng nghiên cứu của địa cơ trùng lắp với một vài phần của địa kỹ thuật. Các phát triển hiện đại còn liên quan đến địa chấn, cơ học môi trường liên tục, cơ học môi trường không liên tục và các hiện tượng vận chuyển.